# Dimi Mint Abba
Pour les articles homonymes, voir Abba (homonymie).
Dimi mint Abba, née à Tidjikdja (Mauritanie) le 25 décembre 1958 et morte le 4 juin 2011 à Nouakchott (Mauritanie), est une chanteuse mauritanienne.

## Biographie
Surnommée la « Diva du désert », Dimi Mint Abba est née en 1958 à Tidjikdja, une ville historique fondée par une puissante tribu maure [Qui ?] en plein Sahara. Dimi est l’héritière d’une tradition familiale exceptionnelle : sa mère, Mounina Mint Eida, était une joueuse d’ardin émérite et dès l’âge de dix ans, elle est initiée à l’art subtil de cette harpe maure dont la pratique est réservée aux femmes. Son père, Sidaty Ould Abba, est descendant d’une famille d’Iggawin et l'auteur de l’ancien hymne de Mauritanie,. Il présida la Société des Auteurs Mauritaniens.
Issue de cette lignée d’Iggawin (équivalent des griots africains ou des troubadours occitans), Dimi Mint Abba chante les poésies anciennes, les épopées fondatrices des empires passés et les amours tragiques des amants transis. Ses chants incarnent toute la mémoire d’un peuple,.
Très jeune, Dimi Mint Abba s’impose par ses talents d’instrumentiste, d’interprétation et surtout par sa voix (que certains comparent aujourd’hui à Nusrat Fateh Ali Khan). À 18 ans, elle remporte le 1er prix du concours de Radio Mauritanie. En 1976, elle représente la Mauritanie au festival Oum Kalthoum en Tunisie et au festival de la jeunesse arabe en Syrie l’année suivante. À la fin des années 1980, et au début des années 1990, elle chante beaucoup en Europe et aux États-Unis. C’est à cette époque qu’elle enregistre deux disques (dont un avec son époux Khalifa Ould Eide).
Parmi ses concerts notables, on doit citer celui du festival d’Essouira (Maroc, 2002), du Womad Rivermaid (Angleterre 2006) ou la tournée commune avec le Transglobal Underground en 1993.[réf. nécessaire]
Elle a transmis son art à sa fille Fayrouz Mint Seymali, à sa sœur 
Garmi Mint Abba, et à sa belle-fille Noura Mint Seymali,,,.

## Discographie
- Dimi Mint Abba, Chants de Mauritanie, Auvidis 1989
- Khalifa Ould Eide et Dimi Mint Abba, Moorish music from Mauritania, World Circuit 1990